# Nykøbing Strandhuse
Nykøbing Strandhuse is een plaats in de Deense regio Seeland, gemeente Guldborgsund. De plaats telt 268 inwoners (2008).